# Calamus bajonado
Calamus bajonado är en fisk från familjen havsrudefiskar (Sparidae) som finns utanför USA:s och norra Sydamerikas östkuster.

## Utseende
Calamus bajonado är en avlång fisk med hög, ihoptryckt kroppsform och ingröpt stjärtfena. Kroppen är silvervit med ett blåaktigt skimmer. Vissa individer kan ha brunaktiga fläckar. Under varje öga har den ett blått streck; i munvinkeln och på stjärtfenans spole finns en orangefärgad anstrykning. Ryggfenan är lång, och består av en främre del med 12 taggstrålar och en bakre del med 12 mjukstrålar. Även analfenan består av både taggstrålar och mjukstrålar, 3 respektive 10. Som mest kan den bli 76 cm lång och väga 10,6 kg.

## Vanor
Arten finns i kustnära vatten på djup mellan 3 och 180 m, i undantagsfall ner till 200 m. Den föredrar korallbotten, men kan även förekomma på beväxt sandbotten. Äldre individer tenderar att vara solitära. Födan består av sjöborrar, blötdjur och krabbor.

## Ekonomisk användning
Calamus bajonado anses som en god matfisk. Ett visst kommersiellt fiske förekommer; framför allt är den föremål för sportfiske.

## Utbredning
Utbredningsområdet sträcker sig från Rhode Island i USA över Västindien, Bermuda och norra Mexikanska golfen till Brasilien.